# Sunflower
Sunflower ist ein Musikalbum der US-Band The Beach Boys. Es wurde in Zusammenarbeit zwischen Brother Records und Reprise/Warner Bros veröffentlicht.

## Geschichte
Die Beach Boys hatten die Plattenfirma Brother Records bereits 1966 gegründet, vertraglich waren sie aber bis 1969 an Capitol Records gebunden. Erst mit Sunflower konnten sie einen Vertriebsvertrag über mehrere Platten bei Reprise Records, einer Unterabteilung von Warner Bros., unterzeichnen, um so den weltweiten Vertrieb zu sichern.
Die Band begann 1969 mit den Aufnahmen für das erste Album, welches den Arbeitstitel Reverberation führte. Teile daraus, mit weiteren neu aufgenommenen Liedern, boten sie schließlich Anfang 1970 Warner Bros an. Diese schickten die Gruppe daraufhin zurück in das Studio, um Überarbeitungen vorzunehmen. Bereits im Mai 1970 boten sie der Plattenfirma das überarbeitete Album mit teilweise neuem Material an, das nun Add some music hieß. Aber auch dieses wurde von der Plattenfirma abgelehnt. Schließlich einigte man sich darauf, aus den drei Projekten die besten Lieder unter dem Titel Sunflower zu veröffentlichen. Als Cover wurde jenes verwendet, das ursprünglich für das Album Add some music vorgesehen war. Es zeigt die Beach Boys mit ihren Kindern.
Um die Wartezeit auf das Album zu überbrücken, wurde im Februar 1970 die Single Add some music / Susie Cincinnati veröffentlicht, welche in den Billboard-Charts bis auf Platz 64 kam. Als zweite Single erschien Slip On Through / This Whole World im Mai 1970, diese erreichte allerdings nicht die Charts. Die dritte Single aus dem Album, das im Oktober 1970 erschienene Tears In The Morning / It’s About Time war ebenso erfolglos wie die vierte Single Cool, Cool Water / Forever.
Lenny Waronker hatte Cool, Cool Water aus den Smile/Wild Honey Sessions gehört und Brian dazu überredet, es für Sunflower fertigzustellen und als Single zu veröffentlichen. Sehr angetan von diesem Lied, meinte er: “If I ever get the opportunity to produce Brian, I’d encourage him to do something that combined the vividness of ‘Good Vibrations’ with the non-commercial gentleness of ‘Cool, Cool Water’.” Es war ursprünglich für einen Werbespot von Coca-Cola gedacht.
Das Album kam nur auf Platz #151 der US-Billboard-Charts. In Großbritannien erreichte es Platz #29.
Sunflower wurde in die 2003 von der US-amerikanischen Musikzeitschrift Rolling Stone publizierte Liste der „500 besten Alben aller Zeiten“ gewählt.

## Titelliste
1. Slip on Through (Dennis Wilson) – 2:17
2. This Whole World (Brian Wilson) – 1:56
3. Add Some Music to Your Day (Brian Wilson/Joe Knott/Mike Love) – 3:34
4. Got to Know the Woman (Dennis Wilson) – 2:41
5. Deirdre (Bruce Johnston/Brian Wilson) – 3:27
6. It’s About Time (Dennis Wilson/B. Burchman/Al Jardine/Carl Wilson) – 2:55
7. Tears in the Morning (Bruce Johnston) – 4:07
8. All I Wanna Do (Brian Wilson/Mike Love) – 2:34
9. Forever (Dennis Wilson/Gregg Jakobson) – 2:40
10. Our Sweet Love (Brian Wilson/Carl Wilson/Al Jardine) – 2:38
11. At My Window (Brian Wilson/Al Jardine) – 2:30
12. Cool, Cool Water (Brian Wilson/Mike Love) – 5:03

### Songinfos
- Bruce Johnston beschwerte sich in einem Interview, dass er Brian Wilson den Credit für die Hälfte des Songs Deirdre gegeben hatte, obwohl dieser nicht mehr als 2 Zeilen beigetragen habe.[6]
- Cool, Cool Water enthält den „Water“-Part des Smile Albums.
- Tears in the morning wurde in den Niederlanden als Single veröffentlicht und kam dort auf Rang 6.
- Add some music to your day wurde mit Joe Knott geschrieben, der Teile des Texte beisteuerte. Er zeigte sich allerdings unzufrieden mit dem Endergebnis.
- Forever ist ein Liebeslied an Dennis’ Frau Barbara Wilson. Es wurde Anfang der 1990er von John Stamos neu aufgenommen.